# Geo (virksomhed)
 For alternative betydninger, se Geo. (Se også artikler, som begynder med Geo)
Geo er en dansk rådgivende ingeniørvirksomhed, der er specialiseret inden for jord og vand. Virksomheden har kontorer i København og Århus og beskæftiger 200 medarbejdere, heriblandt nogle af verdens førende ingeniører indenfor geomekanisk modellering samt forsøg på bjergarter. GEO har udført flere end 72.000 geotekniske og miljøtekniske undersøgelser i ind- og udland.

## Historie
Geoteknisk Institut startede i 1943 som et uafhængigt institut under Akademiet for de Tekniske Videnskaber (ATV), hvor det skulle fungere som et center for udvikling og forskning inden for geoteknik, fundering og råstofundersøgelser. Dette skulle finde sted ved at udføre opgaver der skulle forbinde teori og praksis inden for de førnævnte områder.
I 1955 blev J. Brinch Hansen udnævnt som direktør og i de næste 14 år steg antallet af medarbejdere til 155, fra de blot 20 der var ansat da han blev ansat. Han startede desuden Geoteknisk Instituts Bulletin.
I 1998 meldte instituttet sig ud af ATV og to år senere skifter virksomheden navn til GEO, fra 2014 skrevet Geo.

## Signaturprojekter
Følgende er en oversigt over de signaturprojekter firmaet har stået for:
- Femern Bælt forbindelsen – avancerede laboratorieforsøg og storskalaforsøg (2010-2011)
- Københavns Metro Cityring – geotekniske forundersøgelser samt geologisk modellering og grundvandsmodellering (2007-2011)
- Anholt Offshore Wind Farm – geofysiske og geotekniske undersøgelser og laboratorieforsøg (2010-2011)
- Gwynt y Môr Offshore Wind Farm (2009)
- Race Bank Offshore Wind Farm – geofysiske og geotekniske undersøgelser (2008-2011)
- Horns Rev 2 (2006)
- DR-byen – grundvandssænkning (2001)
- Malmö Citytunnel – miljøprojekt (1998)
- Horns Rev 1 (1998)
- Københavns Metro – geotekniske forundersøgelser (1997)
- Øresundsbroen (1994)
- Storebæltsbroen (1987-1995) – bl.a. grundvandssænkning for de borede tunneler (1993-1994)
- Ny Lillebæltsbro (1965)